# USCHLA
El Uschla (en alemán: Untersuchung und Schlichtungs-Ausschuss, traducido, como Junta de Investigación y Mediación) era un sistema de tribunal interno nacionalsocialista que fue establecido por Adolf Hitler en 1926 para resolver problemas y disputas dentro del Partido nacionalsocialista. 

## Organización
El Uschla eventualmente se convirtió en un sistema de cuatro niveles, organizado en líneas geográficas. 
El nivel más alto, el Reichs-Uschla, presidió en Múnich, donde el NSDAP había comenzado. 
Inmediatamente debajo de este nivel estaba el Gau-Uschla, con uno de esos tribunales para cada Gau. Siguiendo la organización geográfica general del sistema Gau, debajo de este nivel Gau estaba el Kreis-Uschla, que a su vez se vinculaba con el nivel más bajo del tribunal, el Ort-Uschla. En el cenit del desarrollo del sistema, un Gau típico podría contener aproximadamente 100 Ort-Uschlas. Grant, p. 57-8. 
El presidente inicial del Uschla fue un exteniente general del Reichswehr, Bruno Heinemann, quien no logró comprender el verdadero propósito del tribunal: a saber, resolver las disputas para mantenerlas en silencio, en lugar de lograr una justicia sustantiva entre los disputantes o hacer cumplir un código moral.
En consecuencia, pronto fue reemplazado en 1927 por el político más astuto mayor Walter Buch (también un exoficial del Reichswehr), quien a su vez fue ayudado por dos cohortes de Hitler cercanas y de gran confianza, Ulrich Graf y Hans Frank.
Buch permaneció como presidente de Uschla hasta el final de la Segunda Guerra Mundial.
Los conflictos entre las Sturmabteilung (SA) y el sistema Uschla fueron quizás inevitables, lo que refleja en parte el conflicto típico entre las funciones políticas y militares en las instituciones menos patológicas. El liderazgo de las SA buscó la máxima autonomía dentro del sistema nacionalsocialista, y resentía cualquier infracción a su estilo de rueda libre, especialmente si se basaba (incluso teóricamente) en algunos principios de la ley. El antagonismo natural entre los dos loci de poder alcanzó su punto máximo cuando los Uschla intentaron someter a los hombres de las SA a su jurisdicción.
Un caso particular en enero de 1930 definió el problema jurisdiccional entre los rivales. Después de una audiencia ante un Ort-Uschla en Sajonia, se ordenó la expulsión de un hombre de las SA, pero su comandante de las SA no estuvo de acuerdo con la decisión y afirmó que el tribunal no tenía jurisdicción sobre los hombres de las SA que desempeñaban sus funciones en el cumplimiento del deber. Un intento de compromiso de las SA bastante débil en mayo de 1930 estipuló que Uschla carecía de jurisdicción sobre "asuntos de SA" y solo podía intervenir en esos asuntos si (a) la conducta del hombre de las SA perjudicaba gravemente los intereses del NSDAP y (b) si el comandante acordó que se había hecho un daño grave. Si bien esta parte de la abogacía del partido parecía hacer que la jurisdicción de Uschla, en efecto, dependiera por completo del consentimiento del comandante de las SA, dejó el término indefinido "asuntos de las SA" abierto a interpretación y argumento, por lo que se avanzó muy poco en la resolución de la jurisdicción se produjo una disputa. 
Al asumir el control de las SA en enero de 1931, Ernst Röhm intentó una conciliación con Buch sobre los asuntos de SA-Uschla. Sin embargo, estos intentos conciliadores se estrellaron contra la roca de la revuelta de Stennes.